# Noam Shuster-Eliassi

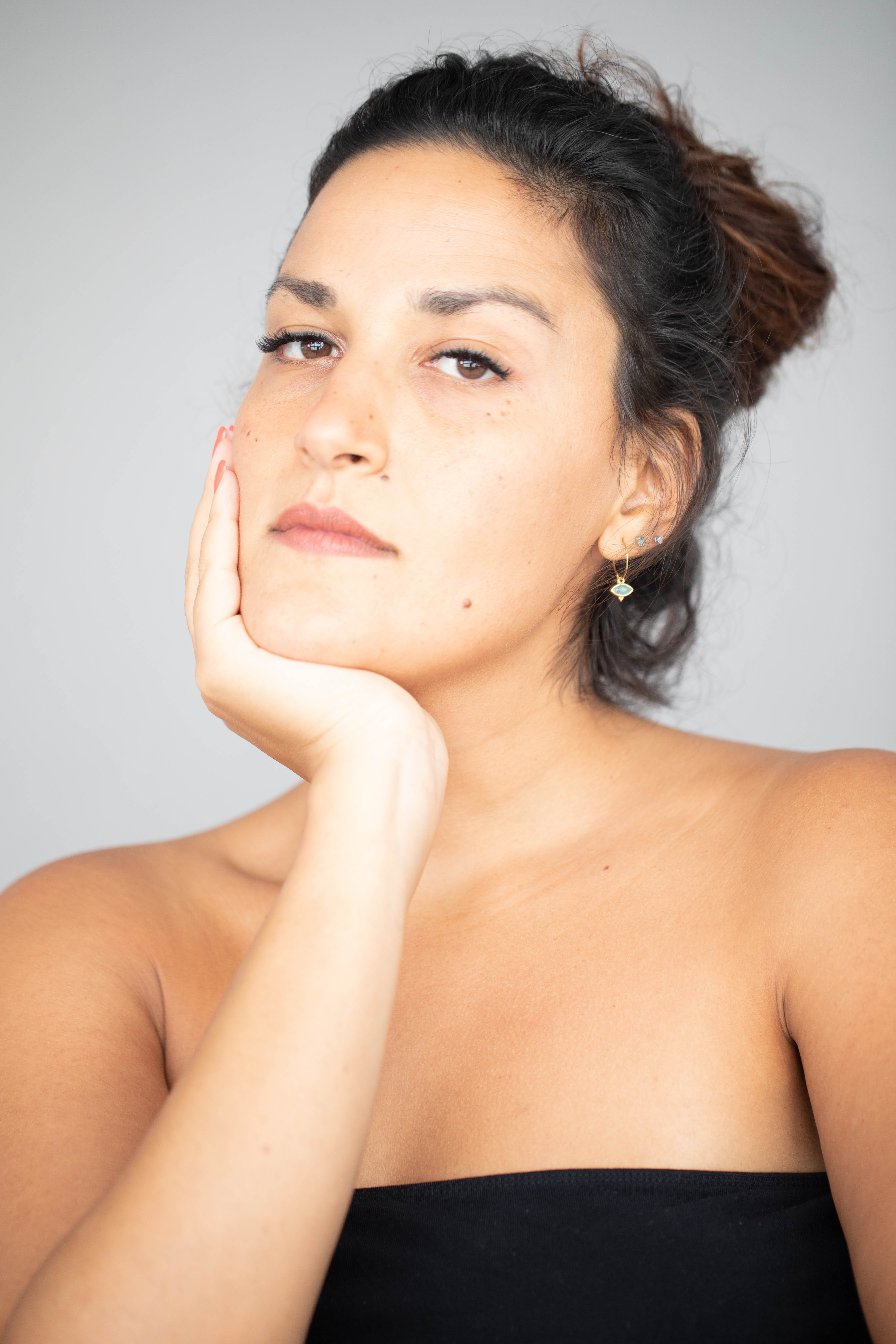
Noam Shuster-Eliassi (2021)

Noam Shuster-Eliassi (נועם שוסטר אליאסי, نعمة شوستر-إلياسي) ist eine israelische Comedian und Aktivistin. Sie performt auf Hebräisch, Arabisch und Englisch.

## Biographie
Shuster-Eliassi ist die Tochter einer im Iran geborenen jüdischen Mutter und eines in Jerusalem geborenen Vaters, dessen Eltern Holocaust-Überlebende aus Rumänien waren. Seit dem Alter von sieben Jahren wuchs sie in Neve Shalom/Wāħat as-Salām („Oase des Friedens“) auf, einem Dorf, in dem Juden und Palästinenser aus freier Entscheidung zusammen leben. Dort lernte sie rasch Arabisch und wurde oft für eine Araberin gehalten und deswegen diskriminiert.
Shuster-Eliassi leistete zivilen Ersatzdienst (Sherut Leumi) anstatt in der israelischen Armee zu dienen. Danach studierte sie ein Jahr lang Schauspiel an der New York Film Academy. Sie spielte eine Rolle in Talya Lavies Kurzfilm „The Substitute“ aus dem Jahr 2006, bevor sie mit einem Stipendium an der Brandeis University studierte. Als Praktikantin bei „Women's Equity in Access to Care & Treatment“ (WE ACT), ging sie nach Ruanda, um Frauen dabei zu helfen medizinische Versorgung zu erhalten.
Als sie Anfang zwanzig war, wurde Shuster-Eliassi Ko-Direktorin von Interpeace, einer internationalen Nicht-Regierungsorganisation mit Sitz in Genf.
2019 erhielt sie ein Stipendium, um an der theologischen Fakultät der Harvard-Universität eine Solo-Comedy-Show zu entwickeln. Mit dem Ausbruch der COVID-19-Pandemie kehre sie jedoch nach Israel zurück, wo sie an COVID-19 erkrankte und in einem Hostel in Jerusalem in Quarantäne war.
Über sie wurde ein kurzer Dokumentarfilm unter der Regie von Amber Fares gedreht, der von Al Jazeera produziert wurde.

### „Dubai, Dubai“
Shuster-Eliassi satirisches Lied „Dubai, Dubai“ in der Sendung Shu Esmo (שו־אסמו, الشوسمو) auf dem arabischsprachigen israelischen Fernsehsender Makan 33, vorgetragen in perfektem Arabisch, ging im Januar 2022 auf arabischen Medien viral.
Unter dem Pseudonym „Haifa Wannabe“ (ein Wortspiel mit dem Namen des arabischen Popstars Haifa Wehbe), nahm sie mit bissigem Humor die Abraham Accords Declaration und die Normalisierung der Beziehungen zwischen Israel und den Vereinigten Arabischen Emiraten aufs Korn und machte sich über die Scheinheiligkeit der Beziehungen Israels mit arabischen Ländern lustig. Der Song wurde vom Direktor des Programms, Razi Najjar, geschrieben.

## Ehrungen
2018 gewann Shuster-Eliassi den Titel „Bester Neuer Jüdischer Comedian des Jahres“ bei einem Wettbewerb, den das jüdische Gemeindezentrum in London organisiert hatte.